# Filocles el Joven
Filocles (en griego antiguo: Φιλοκλῆς) fue un dramaturgo de la antigua Grecia que vivió en el siglo IV a. C. y fue miembro de una gran dinastía teatral multigeneracional. Era hijo de la hermana de Esquilo.
Fue también un poeta trágico, según el escoliasta sobre Aristófanes. Todas sus obras se han perdido. Solo se conoce el título de una obra suya, Frixo (Φριξος).
El clasicista del siglo XIX Karl Ludwig Kayser propuso un elaborado argumento para demostrar que no hay motivos para suponer que este Filocles fuera realmente un poeta trágico, en parte relacionado con el hecho de que la enciclopedia bizantina del siglo X llamada la Suda describe a este Filocles como un general. La mayoría de los eruditos no están de acuerdo con esta postura, y creen que deberíamos aceptar la afirmación del escoliasta, y asumir strategos (στρατηγός, o general) en la Suda fue un error que debería haber leído tragikos (τραγικός, o poeta trágico).